# Kate Courtney
Kate Courtney (San Francisco, 29 ottobre 1995) è una mountain biker statunitense.

## Carriera
Nel 2018 si è laureata campionessa del mondo di mountain bike nella rassegna iridata di Lenzerheide; nel 2019 e nel 2021 ha vinto la medaglia d'argento nella staffetta a squadre.

## Palmarès

### Mountain biking
- 2012

6ª prova Coppa del mondo, Cross country Junior (Windham)
- 2013

Campionati panamericani, Cross country Junior
Campionati statunitensi, Cross country Junior
5ª prova Coppa del mondo, Cross country Junior (Mont-Sainte-Anne)
- 2014

Campionati statunitensi, Cross country Under-23
- 2015

Campionati panamericani, Cross country Under-23
Campionati statunitensi, Cross country Under-23
- 2016

1ª prova Coppa del mondo, Cross country Under-23 (Cairns)
- 2017

Sea Otter Classic, Cross country (Monterey)
1ª prova Coppa del mondo, Cross country Under-23 (Nové Město na Moravě)
4ª prova Coppa del mondo, Cross country Under-23 (Lenzerheide)
Eastern Grind MTB Race, Cross country (Catamount)
Campionati statunitensi, Cross country Elite
Boston Rebellion PRO XCT, (Walpole)
5ª prova Coppa del mondo, Cross country Under-23 (Mont-Sainte-Anne)
6ª prova Coppa del mondo, Cross country Under-23 (Val di Sole)
Classifica generale Coppa del mondo, Cross country Under-23
- 2018

Classifica generale Cape Epic, Cross country marathon (con Annika Langvald)
Campionati statunitensi, Cross country Elite
Campionati del mondo, Cross country Elite
- 2019

Bonelli Park XCO, Cross country (San Dimas)
Vail Lake PRO XCT, Cross country (Temecula)
Campionati panamericani, Cross country Elite
Copa Internacional Aguascalientes, Cross country (Aguascalientes)
Swiss Bike Cup #3, Bike Days Solothurn, Cross country (Soletta)
1ª prova Coppa del mondo, Cross country Elite (Albstadt)
1ª prova Coppa del mondo, Cross country short track (Albstadt)
2ª prova Coppa del mondo, Cross country Elite (Nové Město na Moravě)
4ª prova Coppa del mondo, Cross country Elite (Les Gets)
4ª prova Coppa del mondo, Cross country short track (Les Gets)
Classifica generale Coppa del mondo, Cross country Elite
- 2020

Lythrodontas MTB 2020, Cross country (Lythrodontas)
- 2021

Legend Cup, 2ª prova Internazionali d'Italia Series, Cross country (Capoliveri)
Swiss Bike Cup Savognin, Cross country (Savognin)
- 2022

Tropical Mountain Bike Challenge, Cross country (Salinas)
Tropical Mountain Bike Challenge, Cross country short track (Salinas)
Puerto Rico Mountain Bike Cup, Cross country (Rincón)

## Piazzamenti

### Competizioni mondiali
- Campionati del mondo di mountain bike

Pietermaritzburg 2013 - Cross country Junior: 6ª
Lillehammer-Hafjell 2014 - Cross country Under-23: 13ª
Lillehammer-Hafjell 2014 - Cross country eliminator: 20ª
Vallnord 2015 - Cross country Under-23: 9ª
Nové Město na Moravě 2016 - Cross country eliminator: non partita
Nové Město na Moravě 2016 - Cross country Under-23: 18ª
Cairns 2017 - Staffetta a squadre: 5ª
Cairns 2017 - Cross country Under-23: 2ª
Lenzerheide 2018 - Cross country Elite: vincitrice
Lenzerheide 2018 - Staffetta a squadre: 6ª
Auronzo di Cadore 2018 - Cross country marathon: 8ª
Mont-Sainte-Anne 2019 - Staffetta a squadre: 2ª
Mont-Sainte-Anne 2019 - Cross country Elite: 5ª
Leogang 2020 - Cross country Elite: ritirata
Val di Sole 2021 - Cross country Elite: 23ª
Val di Sole 2021 - Cross country short track: non partita
Val di Sole 2021 - Staffetta a squadre: 2ª
- Giochi olimpici

Tokyo 2020 - Cross country: 15ª